# 矢野川 (相生市・赤穂市)
矢野川（やのがわ）は、兵庫県相生市・赤穂市を流れる河川。

## 地理
兵庫県相生市・赤穂市を流れる千種川水系の河川である。

## 並行する交通

### 道路
- 国道2号

## 流域の観光地など

### 中学校
- 相生市立矢野川中学校

### 小学校
- 相生市立若狭野小学校
- 相生市立矢野小学校